# درب باسيفيك كريست

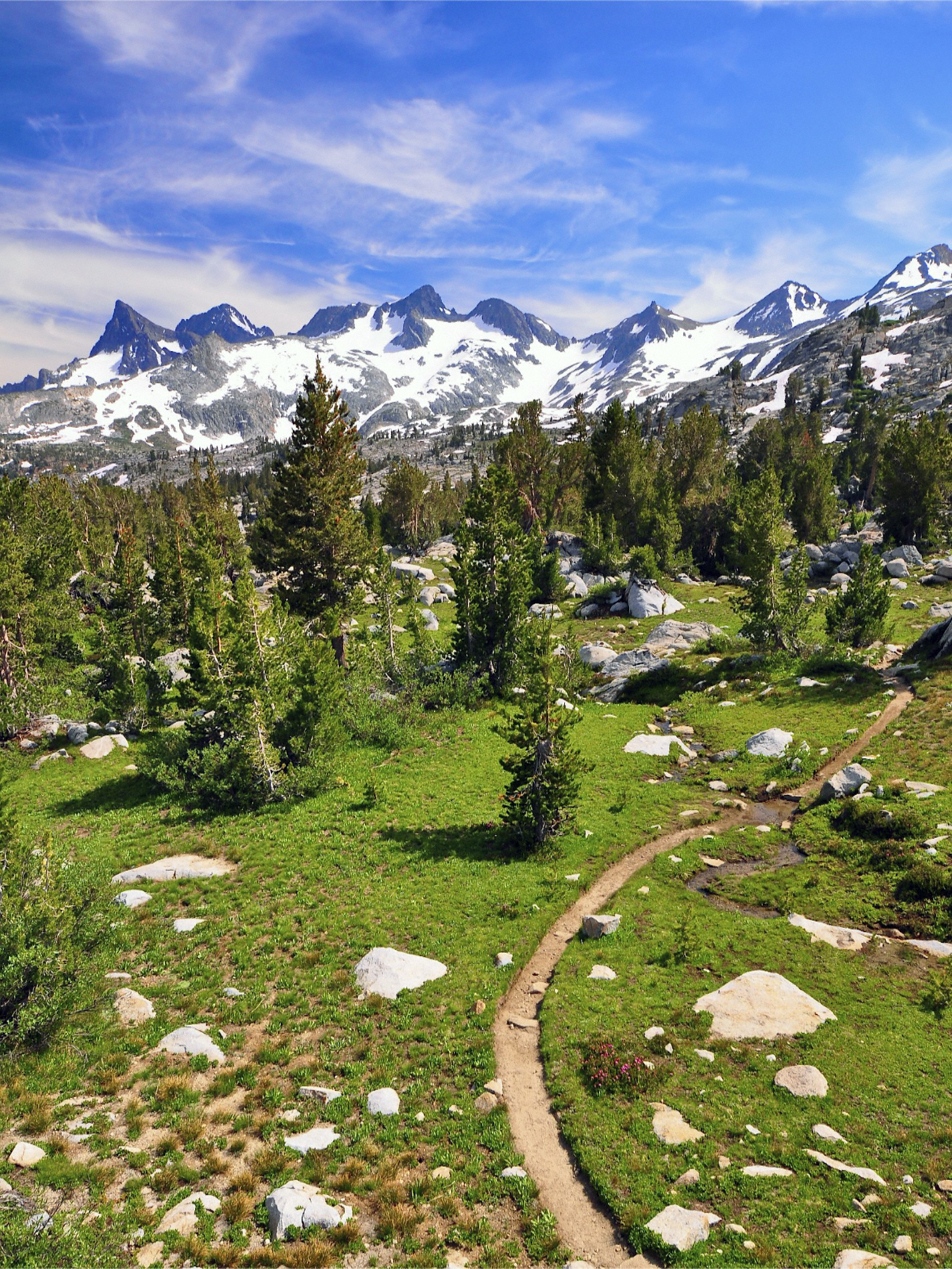

درب باسيفيك كريست الوطني ذو المناظر الطبيعية (بالإنجليزية: Pacific Crest National Scenic Trail)‏، المشهورة باسم درب باسيفيك كريست وتختصر بالإنجليزية (PCT)، وهي مسار طويل المسافة للمشي والفروسية، محاذية لأعلى قمة من سلسلة جبال سييرا نيفادا وسلسلة جبال كاسكيد رينج، التي تقع شرق ساحل المحيط الهادئ الأمريكي نحو 160 إلى 240 كم. تقع نهاية الممر الجنوبية على الحدود الأمريكية المكسيك، مباشرة جنوب كامبو، كاليفورنيا، والشمالية على الحدود الأمريكية الكندية على حافة مانينغ بارك في كولومبيا البريطانية؛ وتقع ممراته عبر الولايات المتحدة في ولايات كاليفورنيا وأوريغون وواشنطن.